# Rejon kamieniecki (Białoruś)
Rejon kamieniecki (biał. Камяне́цкі раён, Kamianiecki rajon, ros. Камене́цкий райо́н, Kamienieckij rajon) – rejon w południowo-zachodniej Białorusi, w obwodzie brzeskim.

## Geografia
Rejon kamieniecki ma powierzchnię 1687,11 km². Lasy zajmują powierzchnię 482,68 km², bagna 17,74 km², obiekty wodne 23,53 km².

## Ludność
- W 2009 roku rejon zamieszkiwało 39 143 osoby, w tym 13 823 w miastach i 25 320 na wsi[2].
- 1 stycznia 2010 roku rejon zamieszkiwało ok. 39 000 osób, w tym ok. 13 800 w miastach i ok. 25 200 na wsi[3].

## Skład etniczny
- Białorusini: 83,19%
- Ukraińcy: 7,36%
- Rosjanie: 6,71%
- Polacy: 1,72%
- Inni: 1,02%

## Podział administracyjny
Rejon kamieniecki dzieli się na 2 sielsowiety miejskie oraz 13 wiejskich:
- miejskie: Kamieniec, Wysokie
- wiejskie: Bieławieżski, Dymitrowicze, Kamieniuki, Nowickowicze, Ogrodniki, Peliszcze, Ratajczyce, Rzeczyca, Raśna, Widomla, Wierzchowice, Wojska, Wołczyn